# What Do You Got?
"What Do You Got?" é um single lançado dia 27 de agosto de 2010, da banda estadunidense de rock Bon Jovi para o álbum Greatest Hits, lançado em novembro de 2010. A canção é o primeiro single do álbum de compilação Greatest Hits, sendo anunciada no Twitter e no site oficial da banda no dia 27 de agosto. Foi lançada oficialmente em 21 de setembro de 2010 em formato digital, tendo sido lançado em suporte físico na Alemanha em 22 de outubro de 2010.

## Trajetória
| Posição | 84 | 72 | 85 | 70 | 95 | 93 |

## Vídeoclipe
O videoclipe para "What Do You Got?" foi lançado na Segunda-Feira 20 de setembro de 2010. Dirigido por Wayne Isham, é o primeiro vídeo da banda Bon Jovi a ser filmado em 3D.

## CDsingle
"What Do You Got?" foi lançada na Alemanha em 22 de outubro de 2010 com dois CDs singles. O primeiro inclui um B-side gravado ao vivo no The Meadowlands Stadium na The Circle Tour, a segunda com duas faixas gravadas ao vivo no mesmo estádio e o vídeo da música para "What Do You Got?".
SLIM CASE
1. What Do You Got?
2. Wanted Dead Or Alive (Live from the New Meadowlands Stadium 2010)

DIGIPACK
1. What Do You Got?
2. Livin' On A Prayer (Live from the New Meadowlands Stadium 2010)
3. Born To Be My Baby (Live from the New Meadowlands Stadium 2010)
4. What Do You Got? (Video Music)

## Desempenho nas paradas musicais
| Parada (2010)                          | Melhor posição |
| -------------------------------------- | -------------- |
| German Singles Chart                   | 23             |
| Billboard Hot 100                      | 70             |
| Austrian Singles Chart                 | 30             |
| European Hot 100                       | 57             |
| U.S. Billboard Hot Adult Top 40 Tracks | 16             |
| US Adult Contemporary                  | 20             |
| Canadian Hot 100                       | 23             |
| Japan Hot 100                          | 43             |

## Histórico de lançamento
| Região         | Data                                      |
| -------------- | ----------------------------------------- |
| Áustria        | 27 de agosto de 2010 (Rádios)             |
| Malásia        | 31 de agosto de 2010 (Rádios)             |
| Estados Unidos | 27 de agosto de 2010 (Rádios)             |
| Reino Unido    | 4 de setembro de 2010 (Rádios)            |
| Estados Unidos | 21 de setembro de 2010 (Download Digital) |
| Alemanha       | 15 de Outubro de 2010 (CD Single)         |